# Arksjöberget
Arksjöberget este o arie protejată (arie specială de conservare — SAC, sit de importanță comunitară — SCI) din Suedia întinsă pe o suprafață de 1.054,7 ha, integral pe uscat.

## Localizare
Centrul sitului Arksjöberget este situat la coordonatele 64°41′35″N 15°37′59″E / 64.6931°N 15.633°E.

## Înființare
Situl Arksjöberget a fost declarat sit de importanță comunitară în ianuarie 1998 pentru a proteja 1 specie de plante. Situl a fost protejat și ca arie specială de conservare în decembrie 2009.

## Biodiversitate
Situată în ecoregiunea boreală, aria protejată conține 7 habitate naturale: Taiga vestică, Mlaștini împădurite, Turbării Aapa, Păduri fino-scandinave bogate în ierburi cu Picea abies, Mlaștini turboase de tranziție și turbării mișcătoare, Lacuri și iazuri distrofice naturale, Cursuri de apă de la nivel de câmpie la nivel montan, cu vegetație Ranunculion fluitantis și Callitricho-Batrachion.
La baza desemnării sitului se află o specie protejată de  plante: Calamagrostis chalybaea.